# 3 (album Ich Troje)
3 – album zespołu Ich Troje wydany 24 maja 1999 roku nakładem Universal Music Polska. Reedycja albumu ukazała się w grudniu 1999 roku.
W nagraniu udział wzięli: Michał Wiśniewski, Jacek Łągwa oraz Magda Femme. Sprzedaż krążka wyniosła 105 tys. egzemplarzy.
Album uzyskał certyfikat platynowej płyty.

## Lista utworów
1. "A wszystko to... (bo ciebie kocham)!"
2. "Die Freien"
3. "Woalka"
4. "Koks"
5. "Do M."
6. "Nienawiść"
7. "Gwiazdor"
8. "Ptaki bez skrzydeł"
9. "Kołysanka dla Ani"
10. "Nie ma czadu"
11. "Jugosławia"
12. "Przyroda"
13. "Jutro"
14. "Jeanny – end of the story"
15. "End – epitafium dla Romka"

| Reedycja |
| --- |
| 1. Hit Mix'99 czyli Co to jest za jazda! 2. A wszystko to... (bo ciebie kocham)! 3. Die Freien 4. Woalka 5. Koks 6. Do M. 7. Nienawiść 8. Gwiazdor 9. Ptaki bez skrzydeł 10. Kołysanka dla Ani 11. Nie ma czadu 12. Jugosławia 13. Przyroda 14. Jutro 15. Jeanny – end of the story 16. End – epitafium dla Romka 17. Jeanny – end of the story (more acoustic mix) 18. A wszystko to... (bo ciebie kocham)! (house mix) |